# Anna von Krusenstjerna
Anna von Krusenstjerna, född Posse 5 juni 1847 i Kristianstads församling, Kristianstads län, död 5 november 1915 i Kungliga Hovförsamlingen, Stockholms stad, var en svensk grevinna och hovdam. Hon var från 1880 till sin död statsfru hos drottning Sofia.

## Familj
Anna von Krusenstjerna tillhörde grevliga ätten Posse nr 51. Hon var äldsta barn till Sveriges andra statsminister, greve Arvid Posse och grevinnan Amalia De la Gardie samt syster till ingenjören greve Fredrik Arvidsson Posse. Hon gifte sig den 8 oktober 1881 i Stockholm med kommendören Mauritz von Krusenstierna, som avled 1886. Äktenskapen var barnlöst.

## Utmärkelser
- Konung Oscar II:s jubileumsminnestecken, 18 september 1897.[3]
- Konung Oscar II:s och Drottning Sofias guldbröllopsminnestecken, 6 augusti 1907.[3]